# Thunbergia vogeliana
Thunbergia vogeliana är en akantusväxtart som beskrevs av George Bentham. Thunbergia vogeliana ingår i släktet thunbergior, och familjen akantusväxter. Inga underarter finns listade i Catalogue of Life.

## Bildgalleri

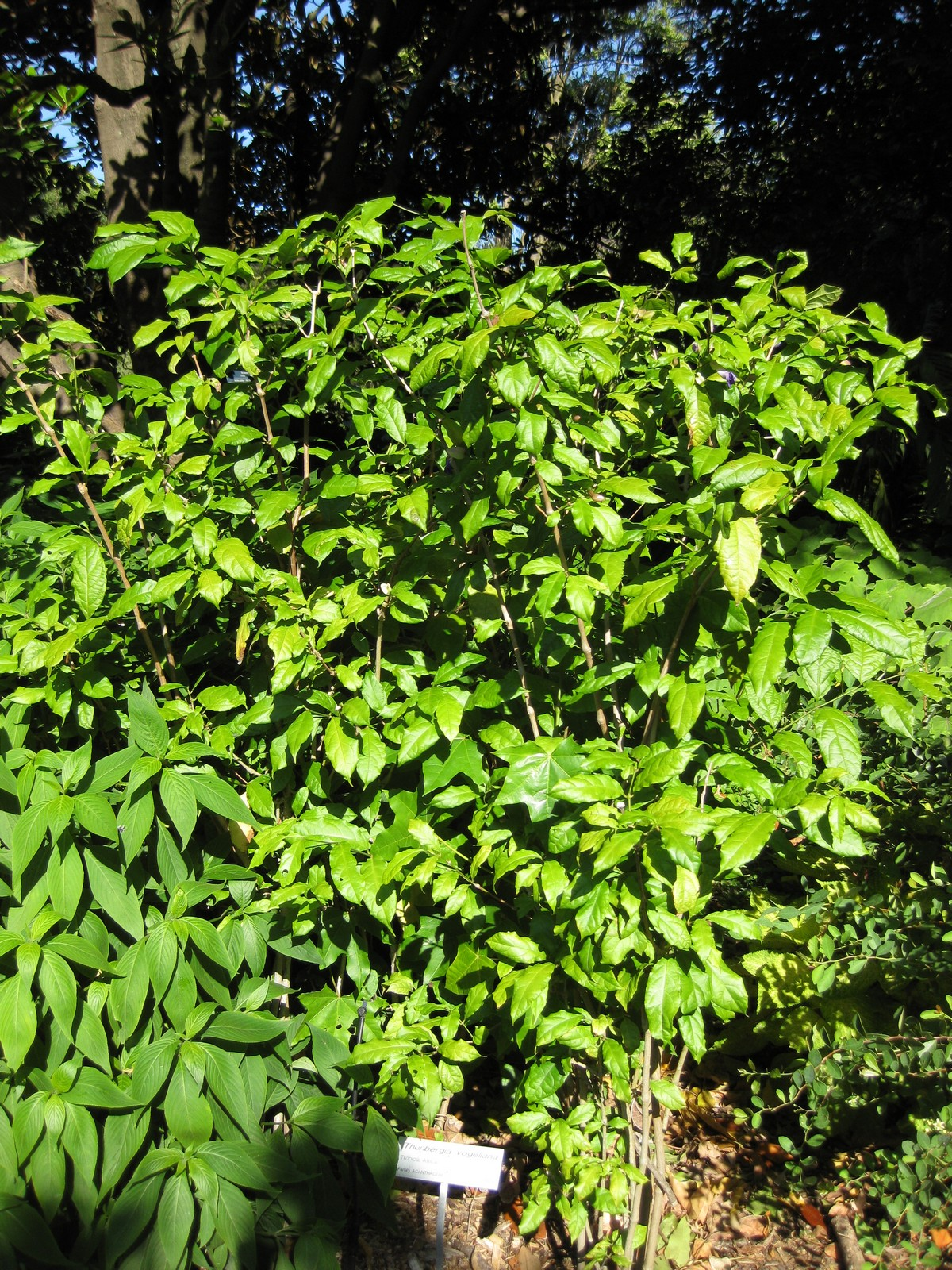
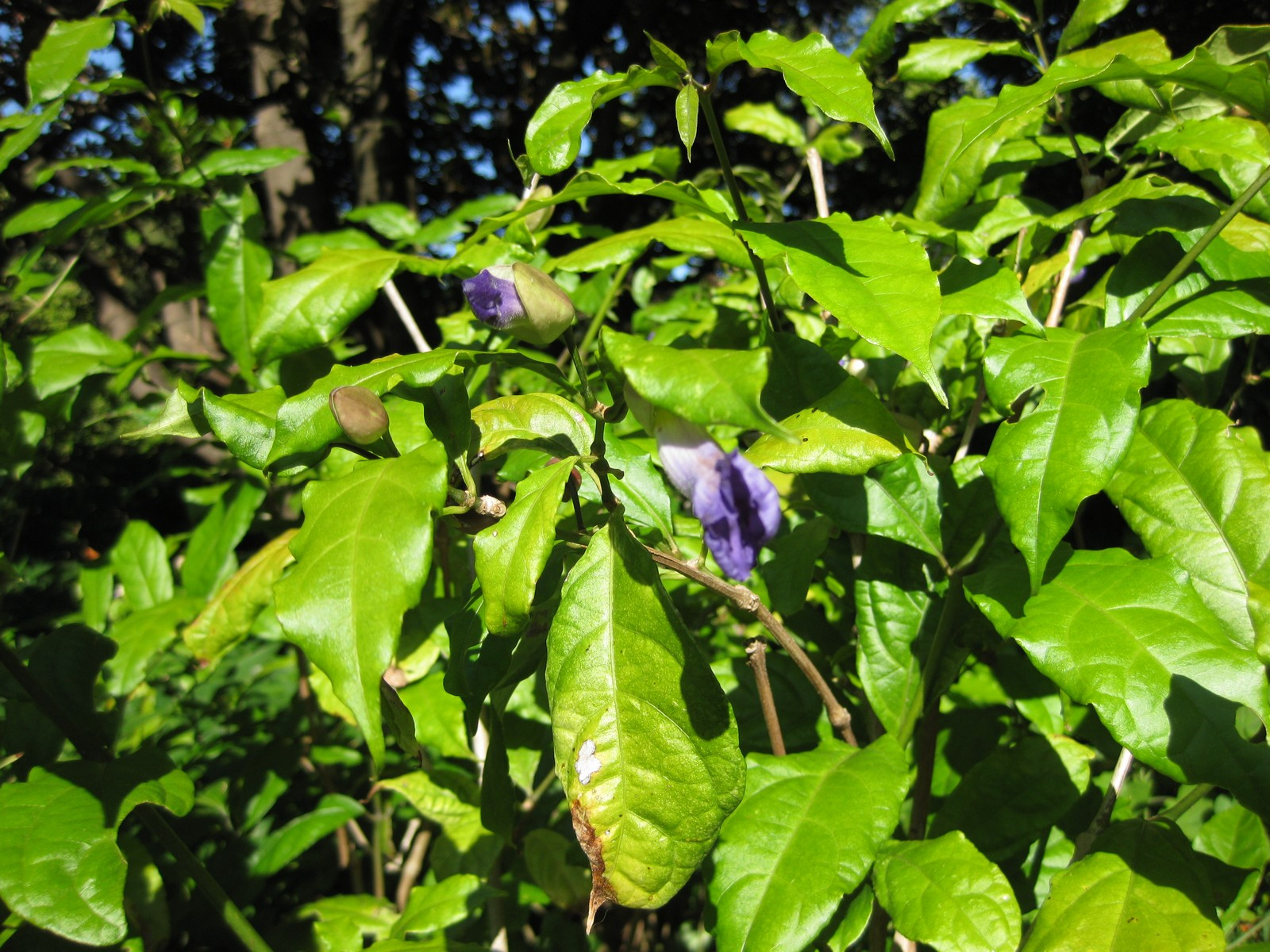
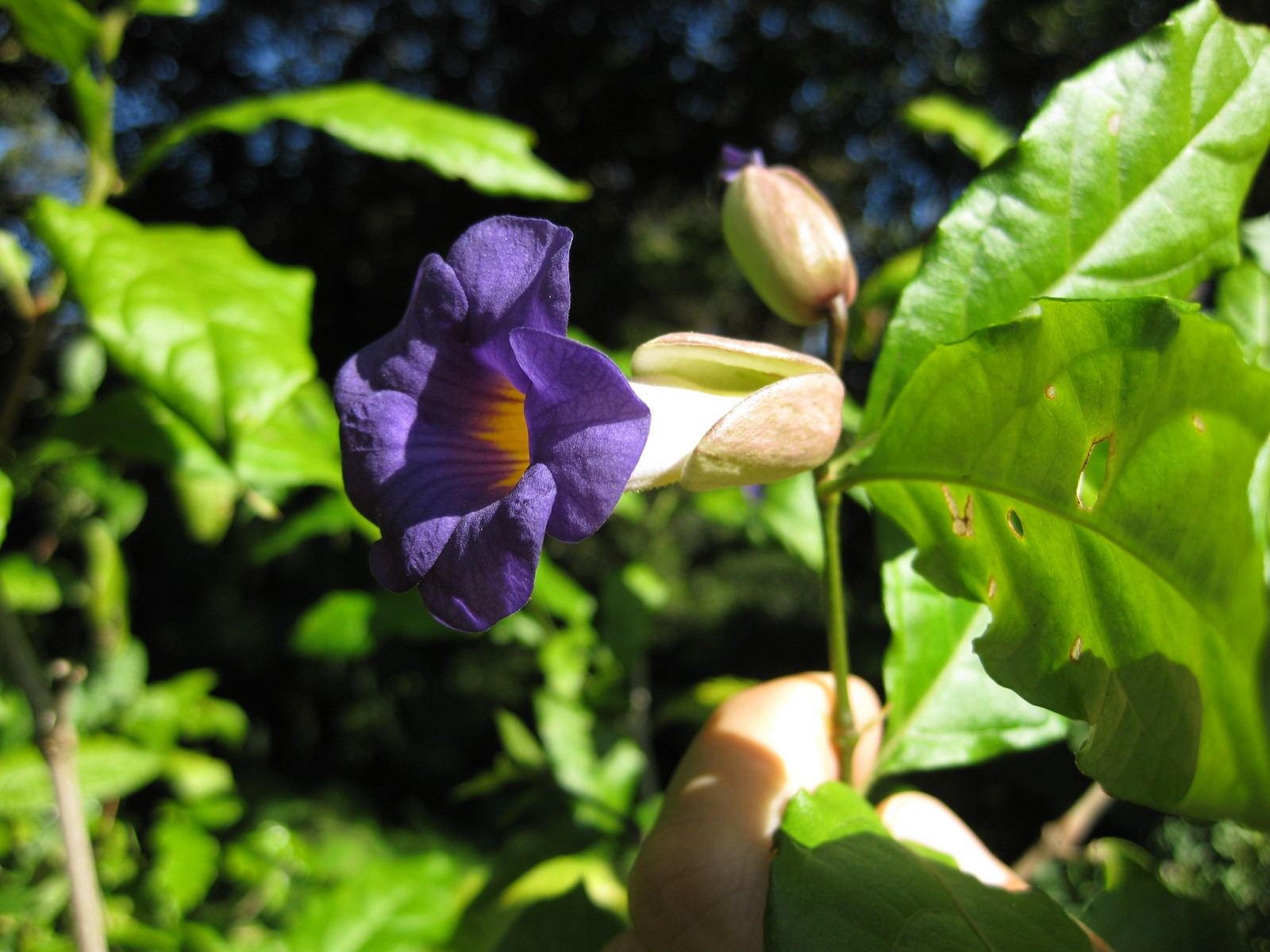
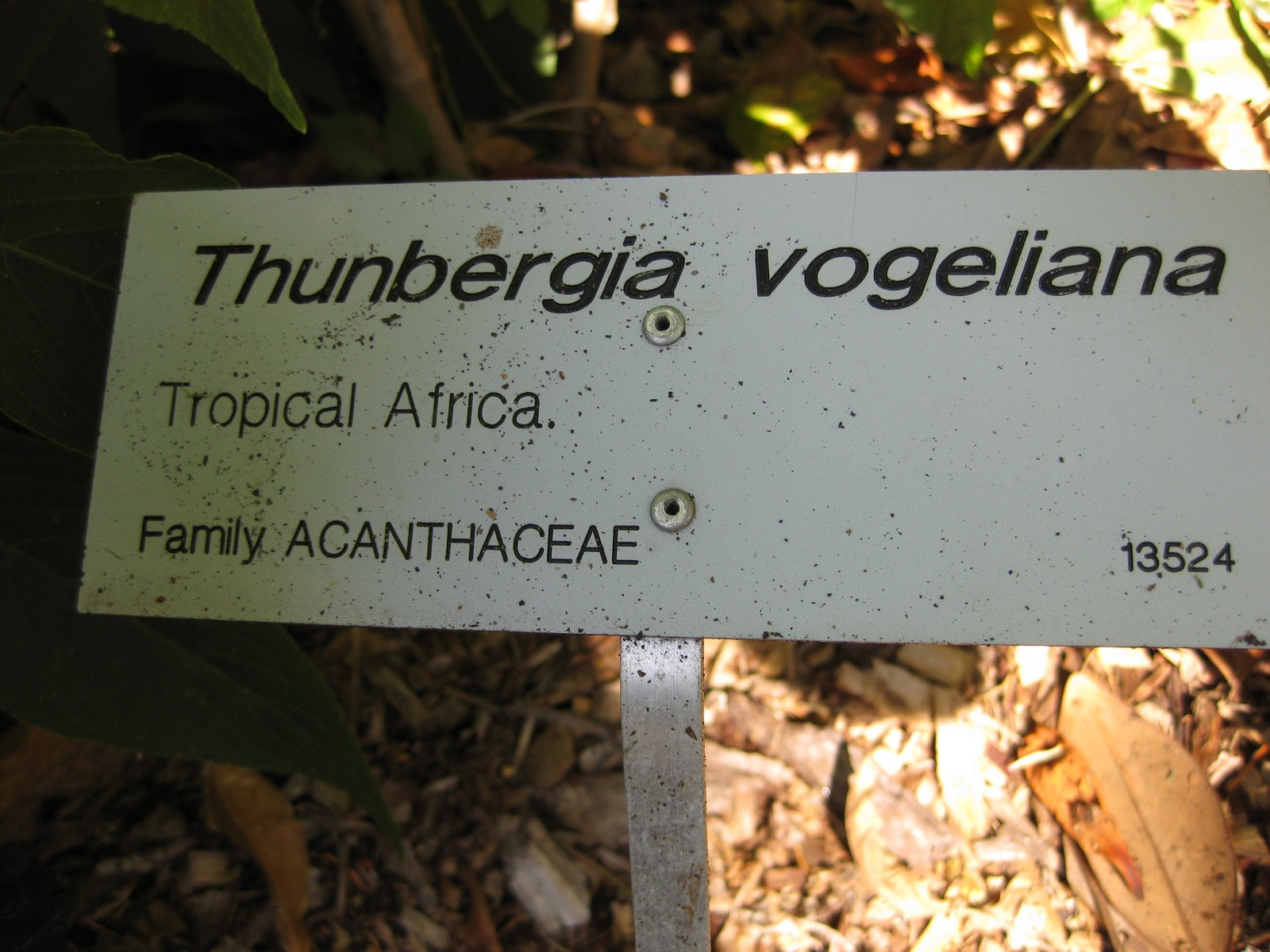